# Daniël Voigt
Daniël Voigt (Warnsveld, 4 november 1977) is een Nederlands voormalig voetballer. Hij speelde als verdediger.

## Carrière
Voigt begon bij SV Zutphen met voetballen en kwam van daaruit bij PSV terecht. Begin 1998 werd hij verhuurd aan De Graafschap, waarvoor hij zijn eerste minuten in het betaalde voetbal speelde. Hij vertrok voor één seizoen naar FC Den Bosch en keerde vervolgens terug bij PSV, maar kwam daar niet aan spelen toe. In 2000 vertrok hij uit Eindhoven en ging bij Helmond Sport voetballen. Vanaf 2000 speelde de verdediger in ruim honderd wedstrijden voor Helmond Sport. Zijn contract liep in de zomer van 2006 af. Hij speelde daarna bij Fortuna Sittard en vanaf 1 augustus 2007 in Duitsland. Eerst bij Wuppertaler SV. In januari 2009 vertrok hij naar 1.FC Kleve. Daar liep zijn contract af in de zomer. Hij ging voor JVC Cuijk spelen en anno 2011 kwam hij uit voor Lutlommel VV. Hij sloot zijn voetballoopbaan af bij VV Gestel. Daarna werd hij jeugdtrainer bij SV Deurne. In 2019 werd hij trainer bij RKSV Liessel.
Voigt woont in Helmond met vrouw en 2 kinderen, hij is tevens verkoper van industriële messen.

## Statistieken
| Seizoen | Club            | Competitie            | Wed. | Goals |
| ------- | --------------- | --------------------- | ---- | ----- |
| 1996/97 | PSV             | Eredivisie            | 0    | 0     |
| 1997/98 | → De Graafschap | Eredivisie            | 8    | 0     |
| 1997/98 | PSV             | Eredivisie            | 0    | 0     |
| 1998/99 | → FC Den Bosch  | Eerste divisie        | 7    | 0     |
| 1999/00 | PSV             | Eredivisie            | 0    | 0     |
| 2000/01 | Helmond Sport   | Eerste divisie        | 23   | 2     |
| 2001/02 | Helmond Sport   | Eerste divisie        | 20   | 0     |
| 2002/03 | Helmond Sport   | Eerste divisie        | 23   | 0     |
| 2003/04 | Helmond Sport   | Eerste divisie        | 27   | 1     |
| 2004/05 | Helmond Sport   | Eerste divisie        | 26   | 1     |
| 2005/06 | Helmond Sport   | Eerste divisie        | 28   | 0     |
| 2006/07 | Fortuna Sittard | Eerste divisie        | 15   | 1     |
| 2007/08 | Wuppertaler SV  | Regionalliga Nord (3) | 21   | 0     |
| 2008/09 | Wuppertaler SV  | 3. Liga (3)           | 0    | 0     |
| 2008/09 | 1.FC Kleve      | Regionalliga West (4) | 11   | 0     |
| Totaal  | Totaal          | Totaal                | 209  | 5     |